# Univerzita v Lublani
Univerzita v Lublani je první a největší univerzitou ve Slovinsku. Studuje zde zhruba šedesát tisíc studentů, což řadí univerzitu mezi největší na světě. Univerzita byla založena v roce 1919. Hlavní budova univerzity a některé další fakulty se nacházejí v samém centru města.

## Historie
Univerzita v Lublani byla zřízena 1. září 1919, přičemž prvních osm profesorů bylo jmenováno již 31. srpna 1919. Nově založená univerzita sestávala z teologické, filozofické, právnické, technické a lékařské fakulty. Většina z fakult sídlila z počátku ve společné budově.
V listopadu 1927 začaly z Bělehradu přicházet zprávy, že by mohlo dojít ke zrušení lékařské a technické fakulty. Takové úvahy však vyvolaly odpor studentů, profesorů a v konečném důsledku i slovinské veřejnosti. Na konci roku 1927 vyšlo memorandum s názvem Význam Univerzity v Lublani pro Slovince a Stát Srbů, Chorvatů a Slovinců, které podepsala celá řada představitelů slovinských společností, institucí a organizací napříč politickým spektrem. S veřejnou podporou v zádech přesvědčilo vedení fakulty zvláštní komisi ministerstva školství o škodlivosti jakéhokoliv omezení činnosti univerzity.
Z obav před zrušením přijala v roce 1929 při svém desátém výročí univerzita do svého názvu jméno panovníka Alexandra. V lednu 1931 získal čestný doktorát univerzity československý prezident prof. T. G. Masaryk.
Příchod třicátých let se nesl ve znamení studentských bouří. Poté, co došlo v důsledku rozhazování letáků, k přerušení oslavy dne svátého Sávy 27. ledna 1932, reagovala ústřední místa návrhem nového rozpočtu, který obsahoval návod na zrušení lékařské, teologické, technické a právnické fakulty. Počítalo se jen se zachováním Filozofické fakulty a Ústavu hornictví, geologie a metalurgie. Ministr školství Albert Kramer se nechal slyšet, že po demonstracích nezůstane z univerzity kámen na kameni.
Univerzita se pak po zbytek třicátých let potýkala s tlakem oficiálních míst. Poté, co byl odmítnut návrh na zřízení Akademie věd a umění, odstoupil v lednu 1935 rektor Dr. Fran Ramovš, jenž byl ve funkci od léta 1934. Na vývoj univerzity měla svůj vliv i situace v Československu – po její gradaci na přelomu let 1938 a 1939, reagoval z obav před studentskými bouřemi, a tak získání důvodu pro uzavření univerzity, rektor dr. Rado Kušej na situaci uzavřením hlavní univerzitní budovy.
Po okupaci Slovinska se vedení univerzity podařilo uchránit před zabráním nově dokončenou budovu Univerzitní knihovny i univerzitní knihovní fondy. Za druhé světové války byl výukový program omezen, univerzita však zrušena nebyla.
Prvním poválečným rektorem byl jediný cizinec v této funkci – Čech prof. Alois Král. Po válce se začala univerzita rozvíjet, zvyšoval se počet fakult. Při oslavách šedesátého výročí založení byla pojmenována po slovinském komunistickém představiteli Edvardu Kardeljovi. Tento název univerzita opustila v roce 1990.

## Fakulty
| Český název                                    | Slovinský název                                    | Zkratka  | Založení (vznik) | Sídlo    | Poznámka           | Reference     |
| ---------------------------------------------- | -------------------------------------------------- | -------- | ---------------- | -------- | ------------------ | ------------- |
| Hudební akademie                               | Akademija za glasbo                                | UL AG    | 1945 (1919)      | Lublaň   |                    | [ 11 ]        |
| Akademie pro divadlo, rozhlas, film a televizi | Akademija za gledališče, radio, film in televizijo | UL AGRFT | 1945             | Lublaň   |                    | [ 12 ]        |
| Akademie výtvarných umění a designu            | Akademija za likovno umetnost in oblikovanje       | UL ALUO  | 1945             | Lublaň   |                    | [ 13 ]        |
| Biotechnologická fakulta                       | Biotehniška fakulteta                              | BF       | 1961 (1947)      | Lublaň   |                    | [ 14 ]        |
| Ekonomická fakulta                             | Ekonomska fakulteta                                | EF       | 1946             | Lublaň   |                    | [ 15 ]        |
| Fakulta architektury                           | Fakulteta za arhitekturo                           | FA       | 1947             | Lublaň   |                    | [ 16 ]        |
| Fakulta sociálních věd                         | Fakulteta za družbene vede                         | FDV      | 1961             | Lublaň   |                    | [ 17 ]        |
| Fakulta elektrotechnická                       | Fakulteta za elektrotehniko                        | FE       | 1919             | Lublaň   |                    | [ 18 ]        |
| Farmaceutická fakulta                          | Fakulteta za farmacijo                             | FFA      | 1994 (1960)      | Lublaň   |                    | [ 19 ]        |
| Fakulta stavební a geodézie                    | Fakulteta za gradbeništvo in geodezijo             | FGG      | 1945 (1919)      | Lublaň   |                    | [ 20 ] [ 21 ] |
| Fakulta chemie a chemické technologie          | Fakulteta za kemijo in kemijsko tehnologijo        | FKKT     | 1960 (1919)      | Lublaň   |                    | [ 22 ]        |
| Matematicko-fyzikální fakulta                  | Fakulteta za matematiko in fiziko                  | FMF      | 1995 (1919)      | Lublaň   |                    | [ 23 ]        |
| Fakulta námořních studií a dopravy             | Fakulteta za pomorstvo in promet                   | FPP      | 1995 (1960)      | Portorož |                    | [ 24 ]        |
| Fakulta výpočetní techniky a informatiky       | Fakulteta za računalništvo in informatiko          | FRI      | 1996 (1973)      | Lublaň   |                    | [ 25 ]        |
| Fakulta sociální práce                         | Fakulteta za socialno delo                         | FSD      | 1955             | Lublaň   |                    | [ 26 ]        |
| Fakulta strojní                                | Fakulteta za strojništvo                           | FS       | 1919             | Lublaň   |                    | [ 27 ]        |
| Fakulta sportovních studií                     | Fakulteta za šport                                 | FŠ       | 1960 (1953)      | Lublaň   |                    | [ 28 ]        |
| Fakulta správy                                 | Fakulteta za upravo                                | FU       | 2003 (1956)      | Lublaň   |                    | [ 29 ]        |
| Filozofická fakulta                            | Filozofska fakulteta                               | FF       | 1919             | Lublaň   |                    | [ 30 ]        |
| Lékařská fakulta                               | Medicinska fakulteta                               | MF       | 1919             | Lublaň   |                    | [ 31 ]        |
| Přírodovědecká fakulta                         | Naravoslovnotehniška fakulteta                     | NFT      | 1995 (1960)      | Lublaň   |                    | [ 32 ]        |
| Pedagogická fakulta                            | Pedagoška fakulteta                                | PEF      | 1991 (1947)      | Lublaň   |                    | [ 33 ]        |
| Právnická fakulta                              | Pravna fakulteta                                   | PF       | 1919             | Lublaň   |                    | [ 34 ]        |
| Teologická škola                               | Teološka fakulteta                                 | TEOF     | 1992             | Lublaň   | Původně: 1919–1949 | [ 35 ]        |
| Veterinární fakulta                            | Veterinarska fakulteta                             | VF       | 1953             | Lublaň   |                    | [ 36 ]        |
| Fakulta zdravotní péče                         | Zdravstvena fakulteta                              | ZF       | 1962 (1954)      | Lublaň   |                    | [ 37 ]        |